# X-Men Legends
X-Men Legends — компьютерная игра в жанре ролевого экшна, разработанная Raven Software и изданная Activision для консолей GameCube, PlayStation 2 и Xbox в 2004 году. Год спустя Barking Lizards Technologies портировала её на N-Gage. Игрок управляет одним из 15 персонажей комиксов издательства Marvel Comics о Людях Икс и может переключаться между четырьмя присутствующими на экране протагонистами, которых контролируют другие пользователи или ИИ.
Главной героиней игры является молодой мутант Элисон Крестмер, обладающий способностью контролировать вулканическую активность. В то время как Элисон пытается овладеть своими силами в Особняке Икс, её товарищи-мутанты из команды Люди Икс выполняют различные опасные миссии. Со временем они узнают о планах их заклятого врага Магнето погрузить Землю во тьму.
X-Men Legends получила преимущественно положительные отзывы критиков. В первую очередь рецензенты хвалили визуальную составляющую игры, разработанную с помощью технологии сел-шейдинг. В 2005 году вышло прямое продолжение X-Men Legends с подзаголовком Rise of Apocalypse.

## Игровой процесс

Скриншот игрового процесса: Росомаха и Циклоп проводят совместную атаку

X-Men Legends — ролевой экшн, в котором игрок формирует команду из четырёх доступных персонажей из вселенной Людей Икс. По мере прохождения сюжетной кампании открываются новые протагонисты. В версиях для консолей есть кооператив для четырёх игроков, которые могут подключиться к игре и покинуть её в любой момент. ВВ кооперативную игру добавлена усовершенствованная боевая система и возможность взаимодействия с неигровыми персонажами. Герои получают очки опыта, необходимые для улучшения четырёх основных способностей и специальных приёмов, уникальных для каждого из них. На уровнях попадаются различные бонусные предметы, которыми игрок может экипировать протагонистов. Персонажи могут комбинировать свои способности и проводить специальные атаки: двое и более мутантов одновременно атакуют противников. Также в X-Men Legends есть режим поединков, в котором игроки могут сражаться друг с другом или противостоять многочисленным управляемым ИИ вражеским единицам.
По завершении миссий протагонисты возвращаются в Особняк Икс. Там игрок управляет Элисон Крестмер, которая исследует окрестности и взаимодействует с другими Людьми Икс. В Особняке игрок может просмотреть различные коллекционные предметы: загрузочные экраны, внутриигровое видео и обложки комиксов, найденные во время прохождения сюжетной кампании. Также в штаб-квартире расположены компьютеры, содержащие биографии игровых персонажей. Игрок может принять участие в викторине по вселенной Людей Икс и получить дополнительные очки опыта за правильные ответы. Кроме того, в Особняке есть «Комната с опасностями», содержащая миссии с высоким уровнем сложности, которые открываются по мере прохождения сюжета. Игрок может приобрести дополнительный внутриигровой контент у двух торговцев: Фордж продаёт снаряжение, а Целитель — порции здоровья и энергии, а также тренировочные диски для Комнаты с опасностями.
Версия X-Men Legends для N-Gage — это игра с изометрической графикой. Её персонажи представляют собой двухмерные спрайты, смоделированные по образцу их трёхмерных консольных аналогов. Дизайн уровней переработан под технические возможности мобильной консоли. В X-Men Legends для N-Gage используются кат-сцены из консольных версий, но с меньшей частотой кадров. Владельцы консолей N-Gage могут играть друг с другом по сети с помощью сотовой технологии GSM.
1. 1 2 3  Отсутствует в версии для N-Gage.
2. ↑  Играбелен только в миссиях в Астральном мире. Неиграбелен в версии для N-Gage.

## Сюжет
Сотрудники «Организации генетических исследований и безопасности» (ОГИБ) захватывают молодого мутанта Элисон Крестмер, обладающего способностью контролировать вулканическую активность. Вскоре девушку похищают члены Братства мутантов Мистик и Пузырь. Тем не менее, участники команды Люди Икс Росомаха и Циклоп спасают Элисон и доставляют её в Особняк Икс. Пока Крестмер учится контролировать свои способности, Люди Икс отправляются в исследовательский центр на Аляске, чтобы отразить нападение Братства мутантов, а затем спасают Гамбита от группы мутантов-изгоев под названием Морлоки. После этого Люди Икс пытаются предотвратить побег их заклятого врага Магнето, заключённого на борту подводного авианосца USS Arbiter. Тем не менее, Мистик успешно обходит протоколы безопасности и освобождает лидера Братства мутантов. Людям Икс удаётся спасти членов экипажа авианосца, однако Магнето и его приспешники сбегают.
Элисон завершает обучение и берёт себе псевдоним «Магма». Люди Икс отправляются в Россию, чтобы помочь Колоссу помешать Братству добыть плутоний с атомной электростанции. После того, как члены команды отражают нападение ОГИБ на Особняк Икс, Циклоп отправляется в Канаду, чтобы исследовать объект организации «Оружие Икс», на котором Росомаха получил неразрушимый металл адамантий в результате жестокого эксперимента. По прибытии Циклоп встречает своего младшего брата Хавока и узнаёт, что тот присоединился к Братству и участвовал в нападении на атомную электростанцию. Росомаха также проникает на объект «Оружия Икс» и предотвращает сражение между братьями. Все трое объединяют усилия, чтобы спасти содержащихся в плену мутантов. Некоторое время спустя, Люди Икс узнают, что их старый враг Король теней, заключивший союз с лидером антимутантского движения генералом Уильямом Кинкейдом, погрузил в кому сестру Колосса Ульяну. Профессор Икс, Эмма Фрост и Джин Грей отправляются в Астральный мир, чтобы спасти её. Несмотря на успешное завершение миссии, Профессор попадает в плен к Королю теней. После похищения их лидера Люди Икс узнают, что генерал Кинкейд курирует строительство улучшенных версий охотников на мутантов Стражей. Магнето прибывает на свою базу под названием Астероид М и заявляет о намерении сбросить на Землю астероиды, чтобы затемнить поверхность планеты. Хавок восстаёт против лидера Братства, за что попадает в тюрьму. Люди Икс разделяются на несколько групп: первая защищает мутантов от Стражей в Нью-Йорке, вторая останавливает Джаггернаута на острове Мьюир, а третья помогает Морлокам отразить нападение ОГИБ. Затем Люди Икс освобождают Ксавьера, а тот побеждает Короля теней в ментальном сражении.
Люди Икс проникают на Астероид М, спасают Хавока и побеждают Магнето. Вскоре после этого они обнаруживают, что база их заклятого врага движется в сторону Земли. В комнате управления они сражаются с Кинкейдом, который управляет модифицированной версией Стража под названием Мастер Молд. Одержав победу над генералом, Люди Икс находят Гравитрон — механизм управления Астероидом. Выясняется, что члены Братства намеревались использовать Магму для управления устройством в том случае, если им не удастся спасти Магнето, так как девушка также способна манипулировать камнями. Магма использует свои силы, чтобы отбросить Астероид обратно в космос. За победой команды наблюдает могущественный мутант Апокалипсис. Генерал Кинкейд попадает под арест за преступления против человечества, в то время как Магнето удаётся скрыться. Президент США благодарит Людей Икс за спасение Земли.

## Разработка
23 апреля 2003 года состоялся пресс-релиз Activision, в ходе которого представители компании анонсировали выход X-Men Legends от Raven Software. Ранее её разработчики создали несколько успешных проектов для персональных компьютеров, а X-Men Legends была их первой игрой для консолей. С помощью движка Vicarious Visions Alchemy они создали версию для трёх консолей: GameCube, PlayStation 2 и Xbox. Во время разработки ролевого экшена про Людей Икс сотрудники Raven Software хотели выстроить игровой процесс и сюжет вокруг командной динамики, которая, по их мнению, отсутствовала в предыдущих игровых адаптациях комиксов о мутантах; в первую очередь они вдохновлялись проектами серии Final Fantasy. Тем не менее, со временем разработчики решили сделать упор на экшен-составляющей, так как считали, что игрокам будет интереснее использовать различные суперспособности персонажей в сражениях. Создателям было трудно сохранить концепцию игры при смене жанра.
Сотрудники Raven Software рассмотрели несколько вариантов игрового процесса, прежде чем остановиться на итоговом, позволяющем игроку свободно переключаться между четырьмя протагонистами на экране. По задумке разработчиков, геймдизайн X-Men Legends имитировал изометрическую графику и уровни—подземелья из ролевых игр. Согласно их видению, каждый протагонист обладал уникальными способностями и мог по-разному взаимодействовать с элементами окружающей среды и другими персонажами. Например, физически сильный Колосс был в состоянии пробить стену, а Человек-лёд — заморозить врагов, чтобы дать своим компаньонам преимущество в бою. Разработчики считали, что благодаря подобным особенностям игрового процесса пользователи будут активно переключаться между персонажами во время миссий. Также создатели добавили возможность изменять состав команды по мере прохождения уровней на специальных «точках эвакуации» в случае смерти одного или нескольких членов игровой партии. Ещё одним нововведением стали флэшбеки, отсылающие к эпизодам из комиксов о Людях Икс; таким образом, разработчики хотели отдать дань уважения франшизе. Изначально X-Men Legends создавалась как игра для одиночного прохождения, однако, в конечном итоге, разработчики добавили в неё элемент кооператива. Тем не менее, они отказались от многопользовательского режима, так как, по их мнению, игроки не получили бы удовольствия от прохождения игры по сети на разных консолях.
Сюжет к игре написали бывшие сценаристы Marvel: Дункан Руло, Джо Кейси , Джо Келли и Стивен Т. Сигл, которые работали в творческой группе под названием Man of Action. Их консультировал со-создатель Людей Икс Стэн Ли. Члены Man of Action выбрали Магму в качестве главной героиней истории, так как она была «персонажем с чистого листа». Сценарий к игре состоял более чем из 500 страниц. Сценаристы прописали сюжет таким образом, чтобы смена персонажей не влияла на общий ход истории. В работе над звуковой составляющей игры приняли участие различные звёзды телевидения и кино — Патрик Стюарт вернулся к роли профессора Ксавьера из серии фильмов «Люди Икс», Тони Джей озвучил Магнето, Эд Аснер — Целителя, Лу Даймонд Филлипс — Форджа, а Даника Маккеллар — Джубили —, а также опытные актёры озвучивания: Стивен Блум — Росомаха, Грей ДеЛайл — Мистик, Ди Брэдли Бейкер — Ночной Змей, Робин Аткин Даунс — Циклоп и Дориан Хэрвуд — Король Теней.
По словам арт-директора Брайана Пеллетье, разработчики отобрали для X-Men Legends самых запоминающихся персонажей комиксов о Людях Икс, выходивших на протяжении 40 лет. С помощью технологии сел-шейдинг они стилизовали графику игры под комиксы. С другой стороны, создатели не хотели, чтобы персонажи выглядели чересчур «мультяшными», поэтому использовали текстуры с высоким разрешением. Сотрудники Raven Software взяли за основу образы персонажей из серии комиксов Ultimate X-Men, выходившей в рамках импринта Ultimate Marvel. Некоторые игровые персонажи X-Men Legends отсутствовали в этой серии на момент разработки проекта, поэтому разработчики, с разрешения Marvel, придумали уникальные костюмы для них. В какой-то момент создатели планировали использовать образы из линейки New X-Men. Предыстории, узы и характеры героев были позаимствованы из основной вселенной Marvel. В игре должен был появиться Ангел, озвученный Андре Соглиуццо, однако, в конечном итоге, персонаж был вырезан из финальной версии. Бюджет рекламной кампании X-Men Legends составил $ 5 млн.

## Восприятие
| Сводный рейтинг           | Сводный рейтинг | Сводный рейтинг | Сводный рейтинг | Сводный рейтинг |
| Издание                   | Оценка          | Оценка          | Оценка          | Оценка          |
| Издание                   | GC              | N-Gage          | PS2             | Xbox            |
| ------------------------- | --------------- | --------------- | --------------- | --------------- |
| GameRankings              | 81,98 %         | 76,13 %         | 80,50 %         | 83,36 %         |
| Metacritic                | 81/100          | 79/100          | 79/100          | 82/100          |
| Иноязычные издания        |                 |                 |                 |                 |
| Издание                   | Оценка          | Оценка          | Оценка          | Оценка          |
| Издание                   | GC              | N-Gage          | PS2             | Xbox            |
| Eurogamer                 | N/A             | N/A             | N/A             | 7/10            |
| Game Informer             | 9/10            | 7/10            | 9/10            | 9/10            |
| GamePro                   | [ 38 ]          | N/A             | [ 38 ]          | [ 38 ]          |
| GameSpot                  | 8.2/10          | 8,1/10          | 8,2/10          | 8,2/10          |
| GameSpy                   | [ 41 ]          | [ 42 ]          | [ 41 ]          | [ 41 ]          |
| IGN                       | 8,4/10          | 8,3/10          | 8,4/10          | 8,4/10          |
| Nintendo Power            | 4,1/5           | N/A             | N/A             | N/A             |
| Detroit Free Press        | [ 45 ]          | N/A             | N/A             | N/A             |
| The Sydney Morning Herald | [ 46 ]          | N/A             | [ 46 ]          | [ 46 ]          |

X-Men Legends получила преимущественно положительные отзывы. Самые высокие баллы на агрегаторах рецензий имеют версии для Xbox — 83,36% на GameRankings и 82 из 100 на Metacritic — и GameCube — 81,98% на GameRankings и 81 из 100 на Metacritic. У версии для PlayStation 2 были наиболее низкие показатели — 80,50% на GameRankings и 79 из 100 на Metacritic. Версия для N-Gage получила схожие оценки — 76,13% на GameRankings и 79 из 100 на Metacritic. Во время 8-й ежегодной церемонии вручения премии Interactive Achievement Awards Академия интерактивных искусств и наук номинировала X-Men Legends на звание «ролевой игры года для консолей». В 2011 году рецензент издания GamePro Крис Холт отнёс к числу сильных сторон игры боевую систему, настройку способностей персонажей и многопользовательский режим. Холт добавил, что после успеха X-Men Legends разработчики из Raven Software создали не менее успешное продолжение, а сама игра послужила основой для Marvel: Ultimate Alliance.
Большинство критиков хвалило графическую составляющую, созданную с помощью технологии сел-шейдинг. Хилари Голдштейн из IGN заявила: «Разработчики Raven Soft решили использовать сел-шейдинг в Legends, чтобы воспроизвести „комиксную атмосферу“. Персонажи не то что бы выглядят двухмерными, но состоят из очень примитивных текстур с яркой выраженной контурной обводкой». Джефф Герстманн из GameSpot отметил, что протагонисты не сливаются с уровнями, так как окружение не создавалось в стилистике сел-шейдинга. Также критики хвалили ролевые элементы игрового процесса, разнообразные способности героев и боевую систему. Eurogamer положительно оценил «плавные» сражения и механику смены способностей.
С другой стороны, рецензенты сетовали на слабый ИИ и советовали игрокам проходить сюжетную кампанию в кооперативе. Некоторым рецензентам не понравилось качество озвучки. Расс Фишер из X-Play назвал её «проходной», однако отметил игру Патрика Стюарта в роли профессора Ксавьера. По мнению Голдштейн, не все голоса подходили персонажам.
Критики высоко оценили многопользовательский режим версии для N-Gage и её графическую составляющую. Рецензент GameSpy Джастин Липер отметил наличие в игре озвучки и даже заявил, что аудиоклипы, по всей видимости, были «полноценно перенесены из других версий». В то же время Липер раскритиковал местами недоработанный ИИ: компаньоны не использовали целительные способности в критических ситуациях.

## Наследие
Консольные версии X-Men Legends хорошо продавались, благодаря чему игра впоследствии переиздавалась в следующих игровых коллекциях: Greatest Hits PlayStation 2, Player’s Choice GameCube, и Platinum Hits Xbox. К июлю 2006 года было продано 800 000 копий версии для Xbox, а Raven Software заработала свыше $ 28 млн долларов на территории США. Редакция Next Generation поместила X-Men Legends на 74-е место среди самых продаваемых игр для PlayStation 2, Xbox и GameCube в Северной Америке в период с января 2000 года по июль 2006 года. В июле 2006 года суммарные продажи всех проектов серии Legends достигли 2 млн копий на американском рынке.
Осенью 2005 года состоялся релиз сиквела игры с подзаголовком Rise of Apocalypse. В том же году игра вышла на N-Gage. Несколько компаний разработали порты для различных устройств: Barking Lizards — для мобильных телефонов, Vicarious Visions — для PlayStation Portable, а Beenox — для персональных компьютеров.
Успех проектов серии X-Men Legends вдохновил Raven Software, Marvel и Activision на создание игры Marvel: Ultimate Alliance, которая вышла на нескольких консолях, портативных устройствах и персональных компьютерах в 2006 году. За портирование вновь отвечали Barking Lizards, Vicarious Visions и Beenox. Осень 2009 года состоялся выход продолжения Marvel: Ultimate Alliance 2, разработанного Vicarious Visions, n-Space и Savage Entertainment. Vicarious Visions создала версии для PS3 и Xbox 360, а n-Space — для Nintendo DS, PS2 и Wii. Savage Entertainment портировала версию n-Space на PSP.